# Arthur van Schendel
Arthur van Schendel (Batavia, 5 marzo 1874 – Amsterdam, 11 settembre 1946) è stato uno scrittore olandese.
Studiò nei Paesi Bassi, poi andò ad insegnare in Gran Bretagna e, dopo un soggiorno in Francia, dal 1920 visse a lungo in Italia, soprattutto a Firenze e a Sestri Levante. Esordì con un gruppo di romanzi e racconti, ambientati per lo più nel Medioevo, di tono lirico-fantastico. La sua tendenza narrativa, definita dai critici neoromantica portò anche a fargli comporre delle biografie, una su Shakespeare, l'altra su Gesù.
Dopo gli anni '20 ambienterà svariate sue opere in Italia, paese che lo conquistò sotto molti aspetti e, con la maturità stilistica, Schendel, negli anni '30, si sposta verso una linea di moderato realismo che lo portò ad essere considerato il più importante narratore olandese dell'epoca.
Nel 1933 gli è stato conferito il Premio Tollens.

## Opere principali
- Drogon - del 1896.
- Een zwerver verliefd - Un vagabondo innamorato, del 1904.
- Een zwerver verdwaald - Un vagabondo smarrito, del 1907.
- De schoone jacht, del 1908.
- Shakespeare, biografia, del 1910.
- De berg van droomen, il monte dei sogni, del 1913.
- De mensch van Nazareth, biografia su Gesù, del 1916.
- Pandorra - Pandora, dramma che si svolge nella Firenze dei Medici, del 1919.
- Der liefde bloesems, del 1921.
- Rose Angélique, de droomers van de liefde, del 1922.
- Angiolino en de lente - Angiolino e la primavera, racconto del 1923.
- Blanke gestalten - Figure luminose, raccolta di novelle del 1923.
- Oude Italiaansche steden, del 1924.
- Verdichtsel van zomerdagen, del 1925.
- Verlaine - Verlaine, biografia del 1926.
- Maneschijn, del 1927.
- Merona, een edelman, del 1927.
- Fratilamur, del 1928.
- Florentijnsche verhalen, del 1929.
- Het fregatschip Johanna Maria - Il canto dell'ultimo veliero, romanzo, inizio della sua maturità stilistica, del 1930.
- Een eiland in de Zuidzee - Un'isola nel mare del Sud, romanzo del 1931.
- Jan Compagnie, romanzo del 1932.
- De waterman - L'uomo dell'acqua, del 1933.
- Herinneringen van een dommen jongen, del 1934.
- Een Hollandsch drama - Un dramma olandese, trilogia con i successivi due, del 1935.
- De rijke man - Il ricco, del 1936.
- De grauwe vogels - Gli uccelli grigi, del 1937.
- De wereld een dansfeest, del 1938.
- Nachtgedaanten, del 1938.
- Anders en eender, del 1939.
- De zeven tuinen, romanzo del 1939.
- Mijnheer Oberon en Mevrouw, del 1940.
- De menschenhater, romanzo del 1941.
- Een spel der natuur - Uno scherzo di natura, romanzo del 1942.
- De wedergeboorte van Bedelman, del 1942.
- De Nederlanden, del 1946.
- Het oude huis, romanzo del 1946.
- Voorbijgaande schaduwen - Ombre che passano, pubblicato postumo nel 1948.
- Verzameld werk, postumo (1976-1978, 1983).